# Vipers Kristiansand
Dernière mise à jour : 14 janvier 2025.
Le Vipers Kristiansand, anciennement Våg Vipers HK, est un club féminin de handball basé à Vågsbygd, un quartier de Kristiansand en Norvège.
À la fin des années 2010, il succède au Larvik HK comme meilleur club norvégien et devient même rapidement le meilleur club européen, remportant trois Ligue des champions (C1) consécutives en 2021, 2022 et 2023. Mais en proie à d'importants problèmes financiers, le club est contraint de se mettre en faillite en janvier 2025.

## Histoire
Créé en 1938, le Våg Vipers HK doit attendre 2003 pour obtenir son premier résultat notable : un troisième place en Championnat de Norvège, synonyme de première qualification en coupe d'Europe.
En 2017, la deuxième place du club en Championnat de Norvège lui permet d'être retenu pour la première fois de son histoire en Ligue des champions. S'il parvient à remporter son tournoi qualificatif, il termine dernier de sa poule lors de la phase de groupes et est reversé en phase de groupe de la Coupe de l'EHF. Les Norvégiennes parviennent à atteindre la finale de la compétition avec la particularité d'avoir affronté au cours de cette saison trois clubs français : Metz, Issy Paris et Brest.
Entre-temps, en janvier 2018, le club remporte le premier titre de son histoire en coupe de Norvège puis achève sa saison avec le titre de champion de Norvège, mettant fin à la série de treize titres consécutifs du Larvik HK,.
En décembre 2018, il conserve son titre en coupe de Norvège en battant Storhamar Håndball (31-25), avant de remporter en mai un deuxième titre de champion après deux victoires en finale de paly-off face à Storhamar Håndball (42-40 et 24-23), réalisant le doublé pour la seconde année consécutive.
En 2023, le Vipers Kristiansand remporte sa troisième Ligue des champions (C1) d'affilée ,.
En 2024, le club doit faire face à d'importants problèmes financiers : après une première alerte en janvier 2024, le club annonce sa liquidation judiciaire le 20 octobre 2024,... avant d'annoncer le lendemain avoir trouvé un groupe d'actionnaires pour combler la dette du club. Ce sauvetage inespéré ne fait toutefois pas long feu puisque la faillite est prononcée le 13 janvier 2025.

## Palmarès
Compétitions européennes
- Ligue des champions (C1):
  - Vainqueur (3) en 2021, 2022 et 2023
  - Troisième en 2019

- Coupe de l'EHF (C3) :
  - Finaliste en 2018
  - Demi-finaliste en 2004

Compétitions nationales
- Championnat de Norvège :
  - Champion (7) : 2018, 2019, 2020, 2021, 2022, 2023 et 2024
  - Vice-champion (2) : 2009, 2017
- Coupe de Norvège :
  - Vainqueur (7) : 2018, 2019, 2020, 2021, 2022, 2023 et 2024
  - Finaliste (1) : 2011

## Personnalités liées au club

### Effectifs vainqueurs de la Ligue des champions
Les effectifs vainqueurs de la Ligue des champions sont :
| Ligue des champions 2020-2021 Gardiennes de but - 01 Andrea Austmo Pedersen - 12 Evelina Eriksson - 16 Katrine Lunde Ailières droites - 06 Malin Aune - 07 Carolina Morais - 37 Jana Knedlíková Ailières gauches - 02 Karoline Olsen - 10 Vilde Jonassen - 27 Sunniva Næs Andersen Pivots - 19 June Andenæs - 24 Hanna Yttereng - 55 Heidi Løke Arrières gauches - 03 Emilie Hegh Arntzen - 20 Jeanett Kristiansen - 21 Ragnhild Valle Dahl Demi-centres - 04 Tonje Refsnes - 22 Marta Tomac - 25 Henny Reistad Arrières droites - 08 Karine Dahlum - 09 Nora Mørk - 11 Silje Waade - 15 Linn Jørum Sulland Entraîneur - Ole Gustav Gjekstad | Ligue des champions 2021-2022 Gardiennes de but - 01 Andrea Austmo Pedersen - 12 Evelina Eriksson - 16 Katrine Lunde Ailières droites - 14 Tuva Ulsaker Høve - 37 Jana Knedlíková Ailières gauches - 02 Karoline Olsen - 10 Vilde Jonassen - 18 Mina Hesselberg - 27 Sunniva Næs Andersen Pivots - 20 Lysa Tchaptchet - 24 Hanna Yttereng - 31 Ana Debelić - 55 Heidi Løke Arrières gauches - 21 Ragnhild Valle Dahl - 25 Nerea Pena - 23 Zsuzsanna Tomori - 51 Markéta Jeřábková Demi-centres - 04 Tonje Refsnes - 13 Isabelle Gulldén - 22 Marta Tomac Arrières droites - 08 Karine Dahlum - 09 Nora Mørk - 11 Silje Waade Entraîneur - Ole Gustav Gjekstad | Ligue des champions 2022-2023 Gardiennes de but - 01 Sofie Börjesson - 12 Julie Stokkendal Poulsen - 16 Katrine Lunde Ailières droites - 14 Tuva Høve - 37 Jana Knedlíková Ailières gauches - 10 Vilde Jonassen - 18 Mina Hesselberg - 27 Sunniva Næs Andersen Pivots - 17 Katarina Ježić - 20 Lysa Tchaptchet - 31 Ana Debelić Arrières gauches - 07 Martine Kårigstad Andersen - 09 Jamina Roberts - 21 Ragnhild Valle Dahl - 51 Markéta Jeřábková Demi-centres - 04 Tonje Refsnes - 22 Marta Tomac - 25 Nerea Pena Arrières droites - 06 Océane Sercien-Ugolin - 08 Karine Dahlum - 11 Silje Waade - 13 Anna Viakhireva Entraîneur - Ole Gustav Gjekstad |

### Joueuses
Parmi les joueuses ayant évolué au club, on trouve :
- Lois Abbingh : de 2023 à 01/2025
- Malin Aune : de 2017 à 2021
- Emilie Hegh Arntzen : de 2017 à 2021
- Kari Brattset : de 2016 à 2018
- Ana Debelić : de 2021 à 01/2025
- Isabelle Gulldén : de 2021 à 2022
- Markéta Jeřábková : de 2021 à 2023
- Jessy Kramer : de 2013 à 2016
- Veronica Kristiansen : de 2009 à 2011
- Heidi Løke : de 2019 à 2022
- Kristine Lunde-Borgersen : de 2010 à 2018
- Katrine Lunde : de 2017 à 01/2025
- Nora Mørk : de 2020 à 2022
- Nerea Pena : de 2021 à 2023
- Henny Reistad : de 2018 à 2021
- Jamina Roberts : de 2022 à 01/2025
- Océane Sercien-Ugolin : de 2022 à 2024
- Silje Solberg-Østhassel : de 2024 à 01/2025
- Linn Jørum Sulland : de 2016 à 2021
- Marta Tomac : de 2015 à 01/2025
- Anna Viakhireva : de 2022 à 2024

### Entraîneurs
- ? : avant 2016
- Kenneth Gabrielsen (de) : de 2016 à 2018
- Ole Gustav Gjekstad : de 2018 à 2023
- Tomáš Hlavatý : de 2023 à 01/2025